# 南中山村
南中山村（みなみなかやまむら）は福井県今立郡にあった村。現在の越前市の北東部、粟田部市街の北方にあたる。

## 地理
- 山岳 ： 行司岳、八幡山
- 河川 ： 服部川

## 歴史
- 1889年（明治22年）4月1日 - 町村制の施行により、山室村、野岡村、東庄境村、西庄境村、南中津山村及び北中津山村の区域をもって、南中山村が発足する。
- 1955年（昭和30年）3月31日 - 粟田部町、南中山村及び服間村が合併して、改めて粟田部町が発足する。

## 経済
農業
『大日本篤農家名鑑』によれば南中山村の篤農家は、「辻六太郎、市橋保治郎、伊藤孫六、高橋平吉、山田利兵衛、林藤十郎、白崎清左衛門、木津五郎兵衛」などがいた。

## 地域

### 健康
医師
- 長谷川譲[2]
- 長谷川有種[2]
- 本間逸斉[2]

## 交通

### 鉄道路線
- 福井鉄道
  - 南越線
    - 野岡駅 - 庄境駅